# Vladímir Ivashov
Vladímir Sergéievich Ivashov (en ruso: Влади́мир Серге́евич Ивашо́в; Moscú, Unión Soviética, 28 de agosto de 1939 - Moscú, Rusia, 23 de marzo de 1995) fue un actor ruso y soviético, conocido por el público europeo y estadounidense por su papel en la película La balada del soldado de Grigori Chujrái de 1959.

## Biografía
Tuvo una extensa carrera cinematográfica que se extendió durante más de 30 años. Su papel más conocido es el de Alyosha Skvortsov en la balada del soldado que protagonizó junto con Zhanna Projorenko en 1959. La película cuenta la historia de un joven soldado del Ejército Rojo que intenta regresar a casa durante un permiso, durante este viaje conoció a varios personas en su camino y se enamoró, cuando finalmente llega a casa solo le da tiempo para darle un abrazo a su madre, pues tiene que volver al frente. 
La película cosechó un gran éxito tanto en la Unión Soviética como en Occidente. La película cuenta la historia de un joven soldado del Ejército Rojo que intenta regresar a casa durante un permiso, durante este viaje conoció a varios personas en su camino y se enamoró, cuando finalmente llega a casa solo le da tiempo para darle un abrazo a su madre, pues tiene que volver al frente. La película fue producida por Mosfilm y fue muy bien recibida en Occidente, donde ganó varios premios internacionales, incluido el premio BAFTA a la mejor película, el Premio Especial del Jurado en el Festival de Cannes y fue nominada al Oscar al mejor guion original y a la Palma de Oro. En 1960, realizó, junto con su coprotagonista Zhanna Projorenko y el director Grigori Chujrái, una gira por los Estados Unidos presentando la película al público estadounidense. En el curso de dicha gira, presentaron la película en el Festival Internacional de Cine de San Francisco donde obtuvo los premios Golden Gate a la mejor película y al mejor director. En 1962, fue nominado al premio de la Academia Británica de Cine y Televisión (BAFTA) por La balada de un soldado.
Vladímir Ivashov murió en Moscú, Federación de Rusia, el 23 de marzo de 1995 de una úlcera gástrica aguda a la edad de 55 años. El asteroide 12978 Ivashov, descubierto por la astrónoma Liudmila Zhuravliova en 1978, fue nombrado en su memoria.

## Vida personal
Su esposa fue la actriz Svetlana Svetlichnaya con quien tuvo dos hijos, Oleg y Alexéi.

## Filmografía parcial
- La balada del soldado (1959)
- Siete niñeras (1962) como Viktor
- Los jugadores de hockey (1965)
- Torrentes de acero (1967)
- Las nuevas aventuras de los esquivos vengadores (1968) como el teniente Perov, ayudante de Kudasov
- La corona del imperio ruso, o una vez más los esquivos vengadores (1971) como el exteniente Perov
- Perdido sin esperanza (1973)
- Recuerda tu nombre (1974)
- Jarosław Dąbrowski (1976)
- Padre Sergio (1978)
- El Juicio del Piloto Pirx (1979)
- Inspector estrella (1980)
- Cherez Gobi i Khingan (1981)
- Día de ira (1985)